# Капустинская (Вологодская область)
Капустинская — упразднённая деревня в Тарногском районе Вологодской области России.

## География
Урочище находится в северо-восточной части области, в подзоне средней тайги, на левом берегу реки Печеньги, на расстоянии примерно 36 километров (по прямой) к северо-востоку от села Тарногский Городок, административного центра района.

### Климат
Климат характеризуется как умеренно континентальный, с продолжительной холодной зимой и умеренно тёплым летом. Среднегодовая температура воздуха — +1,5 °C. Средняя температура воздуха самого холодного месяца (января) — −13,6 °C (абсолютный минимум — −52 °C), средняя температура самого тёплого (июля) — +16,8 °С (абсолютный максимум — +37 °С). Вегетационный период длится 115 дней. Среднегодовое количество атмосферных осадков составляет 667 мм, из которых около 67 % выпадает в тёплый период. Снежный покров держится в течение 168 дней. В течение года преобладают ветра юго-западного направления. Среднегодовая скорость ветра 3,3 м/с.

## История
Возникло на землях Печенгской Спасской мужской пустыни.
В «Списке населенных мест Вологодской губернии по сведениям 1859 года» населённый пункт упомянут как казённая деревня Тотемского уезда, расположенная в 155,5 верстах от уездного города. В деревне имелся 3 двора и проживал 21 человек (9 мужчин и 12 женщин). В 1881 году входила в состав Шевденицкой волости.
По данным 1926 года в деревне имелось 4 хозяйства и проживало 23 человека (10 мужчин и 13 женщин). В административном отношении входила в состав Верхкокшенгского сельсовета Кокшенгского района.
Действовал колхоз «Баклановский». В 1940 году деревня Капустинская входила в состав Верх-Кокшенгского сельсовета Тарногского района. Упразднена не позднее 1973 года.